# Stratégies
Pour l’article homonyme, voir Stratégie.
Stratégies est un magazine hebdomadaire et un site Web français destinés aux professionnels de la communication. Fondé en 1971 par Publications professionnelles françaises (PPF), ce titre de presse a été repris de 1984 à 1991 par Marketing Services, puis par Reed Elsevier (1991-2013) et l'éditeur Intescia (Edmond de Rothschild-PAI, 2013-2015). En novembre 2015, Stratégies est racheté par Altice Media Group et est intégré au groupe NewsCo. En 2017, Newsco est racheté par Marc Laufer.
En 2018, Stratégies intègre le Groupe MediaSchool.

## Historique

### Le temps de la création, 1971-1984
En mai 1971, deux jeunes journalistes venus de l’Écho de la presse et de la publicité, Christian Blachas et Alain Lefebvre proposent à Jacques Dodeman, ancien directeur du Groupe international Hachette qui vient de créer France Expansion avec la holding luxembourgeoise Intracom, de lancer un magazine consacré à la communication. Il veut apporter un regard nouveau sur une profession dont les membres - publicitaires, agences, médias - travaillent ensemble mais n’ont pas de véritable organe de presse commun. Jacques Dodeman accepte d'éditer le titre et promet à chacun 5 % des actions si l’opération est un succès. Ils sont rejoints par Patrick Bartement. Le concept et les rubriques se précisent. Le journal aura un format tabloïd, à la façon du titre anglais Campaign, à partir d’une maquette neuve conçue par Jean-Pierre Pacquier. Ce sera Stratégies, bimensuel au départ, avec l'ambition de devenir hebdomadaire.
La société d’accueil Publications professionnelles françaises, PPF, S.A. au capital de 100 000 francs est rapidement créée. PPF s'associe brièvement au départ avec Adweekly, du Groupe Mercury à Londres. Cette collaboration ne durera que peu de temps, en l’absence de synergie véritable entre les deux publications et à la suite d’un désaccord sur le rachat du magazine Le Management. La participation de Mercury sera rachetée par Intracom en octobre 1974.
Le premier numéro sort le 8 octobre 1971. Le succès est quasi immédiat en dépit de la réserve initiale de quelques grandes agences qui acceptent finalement cette nouvelle forme de journalisme professionnel. La publication du premier Dossier Agences, présentant les agences aux annonceurs, permettra à l’entreprise d’être bénéficiaire sans plus tarder. Publié par la suite chaque année et de plus en plus étoffé - le nombre des agences présentées passera très vite de 50 à 300 - il devient un outil de référence tant en France qu'à l'étranger. Il sera suivi du Dossier Campagnes, consacré lui aux campagnes et aux courants d’idées de l’année, puis Art Directors, avec Création.
Patrick Bartement s’en va vers d’autres intérêts. Stratégies est hebdomadaire à partir de son 200e numéro, lance le premier Grand Prix, qui sera suivi de beaucoup d’autres pour les différents métiers de la profession, et devient un animateur incontournable du milieu. Une lettre d'information quotidienne, portée par coursier chaque nuit à quelques centaines d’abonnés, précède l’actualité du jour.
Son service documentation multiplie les fichiers et les guides. Un nouveau support sur cassettes vidéo apparait, Stratégies Vidéo, ancêtre lointain du Culture Pub de Christian Blachas, qui recense chaque mois tous les nouveaux films publicitaires.Vidéo Strategies est créé à New York, où il sera revendu quelques années plus tard à Adweek. Des déclinaisons du titre, Stratégies Médical, Stratégies Méditerranée  sont tentées. Sous la direction de Benoit Délépine, un nouveau mensuel, Création, consacré à la création et aux techniques publicitaires, est lancé. PPF prend une participation de 33 % dans Groupe Médias Associés, éditeur de Biba, lancé par Elisabeth Lefebvre et Europe 1.
En 1982, Alain Lefebvre, qui veut créer un magazine grand public, Magazine Hebdo, quitte Stratégies et revend à Christian Blachas les 5 % de PPF qui lui ont été attribués. Dans le même temps les actionnaires internationaux chargent Jacques Dodeman de rechercher un repreneur. Les propositions de groupes de presse intéressés par la reprise d’une entreprise jeune et dynamique sont nombreuses. Mais les propriétaires veulent préserver l’indépendance de l’entreprise qui ne peut dépendre, même indirectement, d’un groupe susceptible d’être soumis à des pressions publicitaires.

### Le temps du marketing, 1984 -1991
Le choix des actionnaires se porte finalement sur un jeune homme de marketing présenté par IndoSuez, Henri Nijdam, qui n’est lié à aucun groupe et garantit par écrit que cet achat est familial, en consentant une première option à Intracom au cas où les circonstances l’amèneraient à revendre l’entreprise à un groupe extérieur. La cession se fait sur une base de 26 000 000 Fcs. Le 19 mars 1984, Henri Nijdam achète via Marketing Services, 3507 des 7000 actions de PPF à Intracom - le règlement du solde étant étalé jusqu’à fin 1985 – et entre au Comité de direction. Jacques Dodeman assure la direction du groupe jusqu’au 31 mars 1985. Le 1er avril, Henri Nijdam prend la présidence et la responsabilité des opérations.
Après le départ de Jacques Dodeman, des tensions apparaissent entre l’ancienne équipe et la direction. On arrive en mars 1986 à une grève générale. Au bout d’un mois, Henry Nijdam met fin à la grève en licenciant le personnel, pour un coût global qu’il évalue à 6 900 000 fcs. Christian Blachas et son équipe utiliseront leurs indemnités pour fonder d’abord une lettre, puis un journal hebdomadaire concurrent, CB News.
Henri Nijdam, qui a emprunté la totalité des fonds nécessaires à l’achat en s’appuyant sur ceux de la société elle-même, selon la technique du « leverage buy out », va consacrer son activité à la recherche de nouveaux financements et à la valorisation de la société en vue de sa revente. En 1987 il introduit en Bourse au marché Hors Cote 15 000 actions qui apportent une première trésorerie. Il crée une pyramide de sociétés, Marketing Finance, Marketing Services, Marketing Investissements, permettant d’accueillir de nouveaux investisseurs sans perdre le contrôle de PPF qui demeure la seule source de revenus.
Tous les produits existants font l’objet d’un marketing intensif et d’une révision à la hausse de leur prix de vente. Deux nouveaux titres Marketing Mix et Direct viennent compléter l’offre. Le chiffre d’affaires et les effectifs augmentent en conséquence, les pertes aussi. À fin 1989, les pertes cumulées de Marketing Services et Marketing Investissement atteignent une vingtaine de millions de francs mais la situation se redresse. Le marketing porte ses fruits. Le chiffre d’affaires atteint une centaine de millions et le bénéfice annuel approche de 13 millions en 1990.

### Le temps de la rationalisation: Reed International et ses successeurs, depuis 1991
En 1989, le groupe anglo-saxon Reed International, qui cherche à s’établir en Europe continentale, s’intéresse au groupe Stratégies, dont il considère qu’il lui apporterait une présence rapide et forte et une plateforme pour investir d’autres marchés. Un an plus tard, il rachète Marketing Finance, holding du groupe, 181 millions de Francs. En janvier 1991, la société PPF, créatrice de Stratégies, est absorbée par Marketing Services, et radiée du Registre du commerce.
Le nouveau périmètre du groupe et sa situation financière ne sont toutefois pas fermement établis. En 1994 il perd de l’argent et le directeur général, Alain Maury, arrête la parution de la totalité des titres à l’exception de Stratégies. La concurrence de CB News créé par Christian Blachas se fait sentir.
À partir de 1998 la lettre quotidienne est diffusée par internet. Un site web est mis en ligne et après quelques soubresauts la société retrouve son équilibre avec l’internet, jusqu’à l’éclatement de la bulle. Les nouveaux développements, Stratégies on line et la version anglaise Strategies Europe sont arrêtés. Un plan social, entrainant une nouvelle grève, intervient en 2003. Le titre évolue vers un positionnement de généraliste de la communication, avec une nouvelle maquette proche des newsmagazine anglo-saxons, et retrouve sa première place. CB News de son côté doit déposer son bilan en 2010.
Stratégies poursuit son évolution multimédia avec un nouveau site internet, une forte présence sur les réseaux sociaux, Facebook ou Twitter où il compte plus de 200 000 abonnés et des applications iPhone. Une deuxième lettre, gratuite, est lancée en 2011. En juin 2013, le groupe Reed Elsevier cède RBI France – qui devient Intescia – au fond d'Edmond de Rothschild (Edrip), avec l'appui de managers de l'entreprise et de BNP Paribas Developpement.
En janvier 2015, après avoir lancé une nouvelle version pour mobile et tablette de son application, le magazine Stratégies se réforme en profondeur avec une nouvelle formule davantage axée sur les marques et les nouvelles technologies.
En novembre 2015, il est racheté par Altice Media Group, du financier Patrick Drahi, et intègre le groupe d'informations professionnelles Newsco. Marc Laufer en devient le directeur de la publication. Olivier Mongeau quitte la rédaction en chef du journal. Il est remplacé, après quelques mois d'intérim, par Marie-Juliette Levin. Altice Media Group est absorbé par SFR Media. En avril 2017, Newsco est racheté par Marc Laufer, qui a acquis parallèlement L'Etudiant. Altice (SFR) conserve 25 % du capital. En octobre 2017, Olivier Biscaye est nommé éditeur et directeur de la rédaction de Stratégies.
En juin 2018, le groupe de formation MediaSchool, propriétaire de CB News et d'INfluencia, rachète Stratégies. L’enjeu est de bâtir le groupe leader de l’information et de la formation et être un producteur de savoirs au service de ces communautés en mouvement. Franck Papazian est désormais président et directeur de la publication. Gilles Wybo est nommé directeur de la rédaction.

## Description
Chaque semaine, Stratégies traite de l'actualité de la communication, du marketing, de la publicité, des médias et du numérique. En 2022, selon l'office de justification de la diffusion de l'ACPM, la diffusion totale du magazine Stratégies est de 11.242 exemplaires, essentiellement par abonnement auprès des professionnels de la communication et du marketing. En mai 2020, Stratégies compte 282.700 abonnés sur Linkedin, 252.600 followers sur Twitter, et 141.000 fans sur Facebook. L'audience de son site est de plus de 600.000 visiteurs uniques en avril 2020.
Outre le magazine papier, Stratégies édite deux lettres d'information quotidiennes (l'une payante destinée aux fonctions exécutives dans l'entreprise, l'autre gratuite et diffusée autour de 13 h à 75.000 adresses mail, plus grand public et plus généraliste), un site internet remis quotidiennement à jour dans une logique de flux d'informations, des guides et des suppléments hors série. Le titre propose aussi des formations et des événements destinés aux professionnels de ces différents secteurs. Depuis juin 2018, son directeur de la publication est Franck Papazian. Le siège de Stratégies se trouve à Boulogne-Billancourt, dans les Hauts-de-Seine.
MediaSchool est un groupe d'enseignement supérieur privé présent en France (Paris, Marseille, Toulouse, Strasbourg, Nice, Rennes, Reims) et à l’international (Bruxelles, Londres, Barcelone, Shanghai) qui rassemble trente écoles proposant des formations dans le domaine de la communication (ECS), du journalisme (IEJ), du digital (#SUPDEWEB), de la production audiovisuelle (SUPDEPROD), et à partir de la rentrée 2018, aux métiers du Luxe avec Paris School of Luxury, des BTS (ETS, EPH, IRIS, Elysées Alternance) ainsi que des formations de haut niveau (IMM Paris, MediaSchool Executive Education) pour les cadres dirigeants des médias et de la communication. Le Groupe, qui a pour ambition de bâtir un hub professionnalisant au service de l'employabilité des étudiants, intègre des activités de presse. Le groupe détient, depuis mai 2017, CB News, média de référence dans le secteur de la communication et des médias ainsi que INfluencia, consacré à l’innovation et aux tendances de la communication. En décembre, 2017, MediaSchool fait l’acquisition du groupe Cristal Events, spécialisé dans la communication événementielle, avec, entre autres, le Cristal Festival qui se décline en deux éditions : France et Afrique. Il est par ailleurs actionnaire du mensuel Belge, PUB à hauteur de 33% et de Loopsider (8%), média d’actualité de vidéo en ligne, lancé en janvier 2018. Afin d’asseoir sa position de leader français des médias de la communication et de la publicité il fait l’acquisition du magazine Stratégies en juin 2018. Le groupe Mediaschool, fondé en 2002 par son Président Franck Papazian, affiche un chiffre d’affaires annuel de 45 millions d’euros en 2017 et forme quelque 5 000 étudiants  par an.
De nombreux journalistes de presse écrite ont travaillé à Stratégies. Parmi eux, François Kermoal (Steve & Cie), Philippe Larroque (Le Figaro), Didier Falcand (Les Clés de la presse), Henri J. Nijdam (Nouvel Economiste), Laurent Neumann (BFM TV), Marc Pellerin (Le Parisien), Thierry Del Jesus (La Tribune) Renaud Revel (Journal du Dimanche), Véronique Richebois (Les Échos), Étienne Moatti (L'Equipe), Olivier Milot (Télérama), Arnaud de Saint Simon (Psychologies), Frédéric Saliba (Le Monde), Marc Baudriller (Challenges), Lionel Lévy (Capital), Marie Nicot (Journal du Dimanche), Olivier Biscaye (Midi Libre) Laurent Bailly (Arte), Anne Fulda (Le Figaro), Nathalie Funès (Nouvel Observateur), Alexandre Debouté (Le Figaro), Jean-Michel Cedro (Les Échos), Anne-Lise Carlo (Arte, Le Monde), Capucine Cousin (L'Agefi), Clémence Duranton (Paris Match), Thomas Pontirolli (Les Echos) ou Cathy Leitus, disparue en 2018.

## Concurrence
Le principal concurrent de Stratégies était l'hebdomadaire CB News (dont la parution s'est arrêtée sous forme hebdomadaire le 15 novembre 2010 avant de reprendre sous forme mensuelle) également fondé par Christian Blachas. Les autres titres de presse professionnelle consacrés à la communication sont : Marketing Magazine, La Correspondance de la presse, La Correspondance de la publicité, "Satellifax", Mind, L'Événementiel, L’ADN ou encore Offre Media. L'hebdomadaire est également concurrencé par les pages médias et publicité de la presse quotidienne notamment du "Figaro" et des "Echos" ainsi que par de nombreux sites internet et lettres d'information professionnelles.

## Diffusion
Ce titre est disponible au numéro dans certains kiosques mais surtout à l'abonnement via des centrales d'abonnement.